# 綏嬪朴氏
綏嬪 朴氏（すいひん ぼくし、スビン パクシ、수빈 박씨、1770年6月1日 - 1823年2月6日）は、李氏朝鮮第22代国王正祖の後宮で、第23代国王純祖の生母。本貫は潘南朴氏。

## 生涯
1770年に朴準源と夫人・原州元氏の三女として生まれる。
王妃（孝懿王后）には子がいなかったため、貞純大妃によって、1787年に側室に選ばれた。同年に正祖と嘉礼を挙げ、側室に昇格。同時に嘉順宮の宮号が与えられた。
1790年に息子の純祖を出産、1793年には淑善翁主を出産する。1800年に息子が世子に封じられるが、同年に夫が崩御してしまう。
夫の死から数日後、息子が王に即位。息子が幼いため、義曽祖母にあたる大王大妃が垂簾聴政を実施。1822年、数え年の54歳で昌徳宮徽慶堂にて死去。
死後、高宗より正祖が「宣皇帝」の廟号を追尊されたことに判い、顯穆綏妃の称号を追贈された。

## 人物
義理の祖母にあたる貞純王后、姑の恵慶宮洪氏と正祖の正室である孝懿王后に礼を尽くして、質素に暮らした。温厚で控えめな性格であった。

## 家族関係
- 父: 朴準源（朝鮮語版）（1739年-1807年）
- 生母: 原州元氏（1740年-1783年）
  - 兄: 朴宗輔（1760年-1807年）
  - 兄: 朴宗慶（朝鮮語版）（1765年-1817年）
  - 姉: 朴氏夫人 - 申光晦正室
  - 姉: 朴氏夫人 - 李堯憲正室
- 継母: 不詳
- 夫: 正祖
  - 純祖（1790年 - 1834年）- 第23代国王。孝懿王后の養子。
  - 淑善翁主（朝鮮語版）（1793年 - 1836年）- 洪顕周正室。女流茶人。